# 内在性レトロウイルス

内在性レトロウイルスの分類を示す系統樹

内在性レトロウイルス (ないざいせいレトロウイルス 英: Endogenous retrovirus, ERV) もしくは内因性レトロウイルス（ないいんせいレトロウイルス）とは、ウイルス以外の生物の生殖細胞のゲノムの中に存在する、ウイルスのゲノムによく似た塩基配列（内在性ウイルス様配列）のうち、レトロウイルスによく似た配列をいう。
過去にレトロウイルスに感染した生物のゲノムにレトロウイルスのゲノムが取り込まれ、それが子孫に受け継がれたものと考えられている。

## 概要
顎口上綱に属する生物のゲノム中によくみられ、例えばヒトのゲノム（ヒトゲノム）においては少なくとも1%、おそらくは5%から8%を占めると考えられている。
ERVはトランスポゾンと呼ばれる転移性遺伝要素の一種で、パッケージ化されてゲノム内を移動することができ、遺伝子発現および調節において不可欠な役割を果たす。研究者によると、レトロウイルスはERVを含むレトロトランスポゾンと呼ばれる遺伝要素から進化したことが示唆されている。
これらの遺伝子は、突然変異によりゲノム内を移動するだけでなく、外在性を獲得してゲノムから離れて移動したり、あるいは病原性を獲得して他の個体に感染したりすることがある。このことから、必ずしも全てのERVがレトロウイルスによる遺伝子挿入の結果とはかぎらず、逆にレトロウイルスの源となった遺伝情報もあるかもしれない。ウイルス DNA が生殖系列に組み込まれる際、宿主の遺伝子プールに定着して ERV を生じる可能性がある。

## 生成
レトロウイルスは宿主のDNA複製機構を利用して増殖する。つまり、レトロウイルスの複製サイクルにおいては、ウイルスのゲノムをDNAに転写したものが宿主の細胞核ゲノムに挿入される（組み込まれる）ことが必要となる。
ほとんどのレトロウイルスは体細胞に感染するが、生殖細胞（卵子や精子を生産する細胞）に感染することも起こりうる。稀に、生殖細胞にレトロウイルスが組み込まれたままの状態で生殖が行われ、生存可能な次世代の個体を発生させることに成功する場合がある。この個体は自己のゲノムに不可分に組込まれた形でレトロウイルスのゲノム、つまり内在性レトロウイルス (endogenous retrovirus, ERV) を持ち、その子孫たちは新しい対立遺伝子としてそれを遺伝的に受け継ぐこととなる。宿主がこれまでに感染した様々なレトロウイルスが、ERVと言う形で宿主のゲノム内に何百万年も残り続けて来た。しかし、ほとんどは宿主のDNA複製の際に不活性化突然変異を受け、もはやウイルスを生産する能力は失っている。
ERVはまた、recombinational deletion と呼ばれる、新たに組込まれたレトロウイルスと隣接する同一の配列との組み換えによりウイルスゲノム内部のタンパク質コーディング領域が削除されるプロセスにより、部分的に切除されることもある。
一般的なレトロウイルスゲノムは、侵入、複製、脱出、ゲノム拡散に重要な3つの遺伝子、すなわちウイルス核の構造タンパク質をコーディングする gag、逆転写酵素、インテグラーゼ、プロテアーゼをコーディングする pol、ウイルス外殻を構成する外皮タンパク質をコーディングする env から構成される。これらのウイルスタンパク質はポリプロテインとしてコーディングされている。レトロウイルスは生活環をおくるにあたって宿主細胞の機構に大きく依存している。プロテアーゼはウイルスポリプロテインのペプチド結合を切断し、別々のタンパク質として機能させる。逆転写酵素は宿主細胞の細胞質中でウイルス RNA からウイルス DNA を合成し、これらが宿主細胞核に侵入する。インテグラーゼはウイルス DNA の宿主ゲノムへの組み込みを導く。
時が経つにつれ、ERV のゲノムは点突然変異を起こすだけでなく、他の ERV とシャッフルされたり再結合したりする。env 外皮タンパク質遺伝子が損傷した ERV は拡散しやすい。

## ゲノム進化における役割
内在性レトロウイルスはゲノム形成において活発な役割を果している可能性がある。この分野におけるほとんどの研究はヒトや高等霊長類に焦点をあわせているが、マウスや羊などの脊椎動物も深く研究されている。ERVゲノムに隣接するLTR (Long Terminal Repeat) 配列はプロモーターおよびエンハンサーとして働くことが多いが、しばしば組織特異的バリアントを生成する形でトランスクリプトームに貢献する。加えて、レトロウイルス由来タンパク質自体が新しい宿主の機能、特に繁殖と成長に対して共最適化されている。相同レトロウイルス由来配列間の組み換えも遺伝子シャッフルおよび遺伝的多様性の生成に貢献している。その上、潜在的に有害なレトロウイルス由来配列に対抗するため、リプレッサー遺伝子が共進化している。
Solo-LTRと完全なレトロウイルス由来配列に結合したLTRはどちらも宿主遺伝子上の転写要素として働くことが示されている。これらの活動範囲は主にタンパク質コーディング領域の5’側UTRへの挿入であるが、70〜100 kb 離れた遺伝子にまで働くことがわかっている。これらの要素の大部分は対応する遺伝子のセンス方向に挿入されるが、LTRが隣接遺伝子のアンチセンス方向および双方向プロモーターとして働いていることを示す証拠もある。いくつかのケースでは、LTRは遺伝子の主要プロモーターとして機能している。例えば、ヒトAMY1Cのプロモーター領域には完全なERV配列が存在する。結合するLTRは消化酵素のアミラーゼを唾液にのみ発現させている。また、胆汁代謝に必須の酵素、胆汁酸CoA：アミノ酸N－アシル転移酵素 (BAAT) の主プロモーターもLTR起源である。
Solo-ERV-9 LTRの挿入は、ヒト免疫系GTPアーゼ遺伝子 (IRGM) の再生を引き起こす機能のオープンリーディングフレーム (ORF) を生成した可能性がある。 ERV挿入により新しいスプライス部位ができることも知られてきている。ヒトレプチンホルモン受容体のように遺伝子に直接組込まれることも、ホスホリパーゼA2様タンパク質のように上流のLTRの発現により駆動されることもある。
しかし、ほとんどの場合でLTRは多数のプロモーターの中の一つとして機能しており、生殖と発生に関わる遺伝子の組織特異的発現に関わっていることが多い。実際、既知のLTRがプロモータとして働くトランスクリプションバリアントの 64% は生殖組織で発現する。例として、エストロゲン合成に重要な酵素アロマターゼP450をコードする遺伝子CYP19はほとんどの哺乳類で脳と生殖器官で発現する。しかし、霊長類では胎盤における発現にかかわるLTRをプロモータとするトランスクリプショナルバリアントが妊娠中のエストロゲン濃度を制御している。さらに、アポトーシス阻害タンパク質 (NAIP) は通常広汎に見られるが、HERV-PファミリのLTRが睾丸および前立腺での発現にかかわるプロモータとして働く。硝酸合成酵素3 (NOS3)、インターロイキン-2受容体B (IL2RB)、エストロゲン合成のもうひとつの中間体である HSD17B1 などの他のタンパク質も、胎盤における発現にかかわるLTRにより制御されるが、その詳細な働きはいまだ不明である。生殖機能に関わる発現が多いことは内在化の方法の結果だとされているが、生殖器官ではDNAメチル化が少ないことの結果であるとされることもある。
最も詳細に調べられている胎盤タンパク質発現の例は、プロモータが宿主遺伝子ではなく、レトロウイルス由来タンパク質の吸収である。ウイルス粒子の宿主細胞への侵入に関わる、レトロウイルス由来膜融合性エンベロープタンパク質は哺乳類の胎盤発生に重要な影響を与えている。哺乳類では、シンシチンと呼ばれる完全なかたちのエンベロープタンパク質により合胞体性栄養膜が形成および機能機能している。これらの多核細胞は主に栄養交換の維持と胎児・母体間の免疫系を分離するために働いている。この機能へのこれらのタンパク質の選択と定着が胎生の進化に不可欠な役割を担ったことが示唆されている。
加えて、ERV挿入およびそのLTRは、染色体を跨いだ遺伝子座にあるウイルス由来配列間の組み換えにより、染色体再配置を起こす力を持つ。この再配列により遺伝子重複や削除が起こることが示されており、これによりゲノムの可塑性が向上し、動的遺伝子機能の劇的な変化がおこる。また、レトロエレメントは急速に進化しているストレスおよび外的刺激への反応に関する哺乳類特有の遺伝子に多い。特に、ヒトMHCのクラスI遺伝子およびクラスII遺伝子はどちらも他の多座遺伝子ファミリーに比べて高いHERV要素密度を持つ。HERVはHLAクラス1ファミリの遺伝子を構成する、大規模に重複したデュプリコンブロックの形成に寄与したことが示されている。より詳細には、HERVは主にこのブロック中のブレークポイント中もしくはブレークポイントとブレークポイントの間に分布する。このことから、このブロックの形成には、典型的に不均等なクロスオーバーを引き起こす、相当量の重複および削除イベントが関わったことが示唆される。このブロックの生成は免疫ハプロタイプとして遺伝し、広汎な抗原に対する保護多型として働く。このことがヒトに他の霊長類に対する優位性を与えている。
最後に、ERVおよびERVエレメントの宿主DNAの遺伝子領域への挿入、またはそのトランスクリプショナルバリアントの過剰発現は有用な効果よりも有害な効果を引き起こす可能性が高い。これらがゲノム中に現れると、宿主・寄生者共進化をひきおこし、レプレッサー遺伝子の重複および拡張を激増させる。哺乳類のゲノム中にあるこの明確な例のほとんどは急速な重複とタンデムジンクフィンガー遺伝子の急増をひきおこしている。ジンクフィンガー遺伝子、特にKRABドメインを含むものは、脊椎動物のゲノム中に高コピー数存在し、その機能範囲はトランスプリションの役割に限られている。哺乳類ではしかし、新たなレトロウイルス由来配列またはその内在性コピーへの反応として、それらのトランスクプションを抑えるために起きた多重複製および定着イベントによりこれらの遺伝子が多様化したことが示されている。胎盤は、その特性が異なる生物種間で進化的に非常に異なる臓器であり、複数の ERV エンハンサーの共選択の結果として生じたことが示唆される。ホルモンや成長因子をコーディングする遺伝子に起こる突然変異ではなく、調節領域に起こる突然変異は、特に大多数のホルモン遺伝子および成長因子遺伝子が胎盤の発達中ではなく妊娠への応答として発現することは、既知の胎盤の形態の進化を支持している。ラットとマウスという近縁種の間で胎盤発達における調節がどのように異なるのかについて、ラットの栄養膜幹細胞 (Trophoblast Stem Cell, TSC) の全調節因子をマウスの TSC のものとマッピングすることにより研究した例がある。TSC を観察するのは、TSC が胎盤胎児部の発達初期の細胞を反映するからである。この2種の明白な類似性にもかかわらず、エンハンサーおよび抑制領域はほぼ種特異的である。しかし、ほとんどのプロモーター配列はマウスとラットの間で保存されている。研究者らは ERV が胎盤成長および免疫抑制￼、細胞融合を調停する形で種特異的な胎盤の進化に影響したと結論している。
ERV を活用している細胞機構の別の例として、がん抑制遺伝子 p53 が挙げられる。 p53 経路は DNA 損傷および細胞ストレスにより誘起され、アポトーシスに至る。クロマチン免疫沈降とシーケンシングにより、全 p53 結合サイトの30パーセントが霊長類特異的な ERV ファミリー上に位置することが判っている。ある研究によれば、p53 機構はトランスクリプションの迅速な誘起を引き起こし、レトロウイルス RNA を宿主細胞から排出するため、レトロウイルスに有利であることが示唆されている。

## 疾病における役割
脊椎動物ゲノム中にみられるERVの大部分は古代のものであり、突然変異により不活性化されて宿主の生物種に定着するに至っている。このために、特殊な状況を除いて宿主に悪影響はない。それでも、鳥類やマウス、ネコ、コアラなどのヒト以外の哺乳類の研究の結果、比較的若い（最近組込まれた）ERVが疾病を引き起こすことは明らかである。このため、研究者はヒトのいくつかの癌や自己免疫疾患の要因としてERVを挙げているが、決定的な証拠はみつかっていない。
ヒトでは、ERVが多発性硬化症 (multiple sclerosis, MS) に関与しているとされている。多発性硬化症とERV挿入により生じたシンシチン遺伝子 (ERVWE1) との関連が報告されており、またこの疾患を罹患する患者からは「多発性硬化症関連レトロウイルス」 (MSRV) が検出されている。ヒトERV (HERV) はALSにも関わっているとされている。
2004年、統合失調症患者の漿液からHERVへの抗体が多く検出されることが報告された。 また、統合失調症の兆候が直近でみられた人々の脳脊髄液からは、レトロウイルスのマーカーである逆転写酵素が対称群の4倍の濃度で検出された。研究者はHERVと統合失調症の関連を、感染性統合失調症を引き起こす可能性も含めて探し続けている。

## ヒト内在性レトロウイルス
ヒト内在性レトロウイルス (HERV) のERVエレメントおよびフラグメントといったプロウイルスはヒトゲノム中に98,000個存在し、ゲノム全体の 5-8% とかなりの割合を占める。2005年に発表された研究によれば、増殖可能なHERVはみつかっていない。全ては削除もしくは無意味な突然変異による欠陥をもっているようである。これはほとんどのHERVが数百万年の昔にヒトゲノムに組込まれた元のウイルスの痕跡にすぎないからである。
だが、ヒトとチンパンジーの分岐後にも活動していた系統もある。HERV-K (HML2) と呼ばれる系統のHERVは、HERVエレメントのうち 1% にも満たないが最も研究されているHERVの一つである。HML2を通常より多くもっているヒトがみつかっており、数十万年前までこれが活動していたことを示唆している。伝統的には、HERVの年齢推定は、 5'側と3'側のLTRを比較することで行われるが、この手法は全長のHERVにしか適用できない。より新しい cross-sectional dating と呼ばれる手法では、単一のLTRのみを用いてHERV挿入の年代を推測できる。この手法はHERVの年齢をより正確に推測することができ、どんなHERV挿入にも用いることができる。Cross-sectional dating を用いて、 HERV-K(HML2) のメンバー HERV-K106 と HERV-K116 が800,000年前から活動していたこと、 HERV-K106 が150,000年前に現生人類に感染したことが示唆されている。しかし、 HERV-K(HML2) ファミリー内に感染性のあるものは知られておらず、完全なコーディング能力をもっているものも公表されているヒトゲノム配列内にはみあたらないため、現在も活動している可能性は低い。 2006年と2007年に、フランスとアメリカの研究者がそれぞれ独立に HERV-K(HML2) の機能するバージョンを再合成した。
免疫学的研究により、HIVに感染したヒトではHERVに対するT細胞の免疫反応の証拠が発見されている。HIVが感染した細胞ではHERVの発現が引き起こされているという仮説に基き、HERV抗原をターゲットとするワクチンによりHIV感染細胞を選択的に取り除けるのではないかと提案されている。この新しいアプローチの潜在的利点は、HERV抗原をHIV感染細胞の代理マーカーとすることで、変異が速く非常に多様なHIV抗原を直接ターゲットとすることの困難を回避することができることである。
ヒト内在性レトロウイルスにはオープンリーディングフレームが保存されているいくつかのクラスがある。たとえば、生物的に活動的なHERVのファミリー、HERV-Kは胎盤で発現しタンパク質を生産している。また、HERV-W および HERV-FRD のエンベロープ遺伝子 (ERVW-1、ERVFRD-1) は胎盤発生における合胞体性栄養膜の細胞層形成において重要な細胞融合をひきおこすシンシチンを生産する。HUGO遺伝子命名法委員会 (HGNC) により、HERVの表記法が定められている。